# 道の駅はくしゅう
道の駅はくしゅう（みちのえき はくしゅう）は、山梨県北杜市白州町白須にある国道20号の道の駅である。
2000年（平成12年）8月18日に道の駅に登録された。2001年（平成13年）2月3日供用開始。
指定管理者として中巨摩郡昭和町の株式会社アルプスが運営する。
建物外の水汲み場で名水百選に選ばれている白州の水を汲むことができ、駅舎には空のペットボトルも売られている。

## 施設
- 駐車場
  - 普通車：71台
  - 大型車：4台
  - 身障者用：2台
- トイレ
  - 男：大 4器、小 4器
  - 女：6器
  - 身障者用：2器
- インフォメーションカウンター
- レストラン
- 物産館
- 公衆電話
- 休憩室
- 湧き水（白州の名水）水汲み場
- 山口素堂句碑

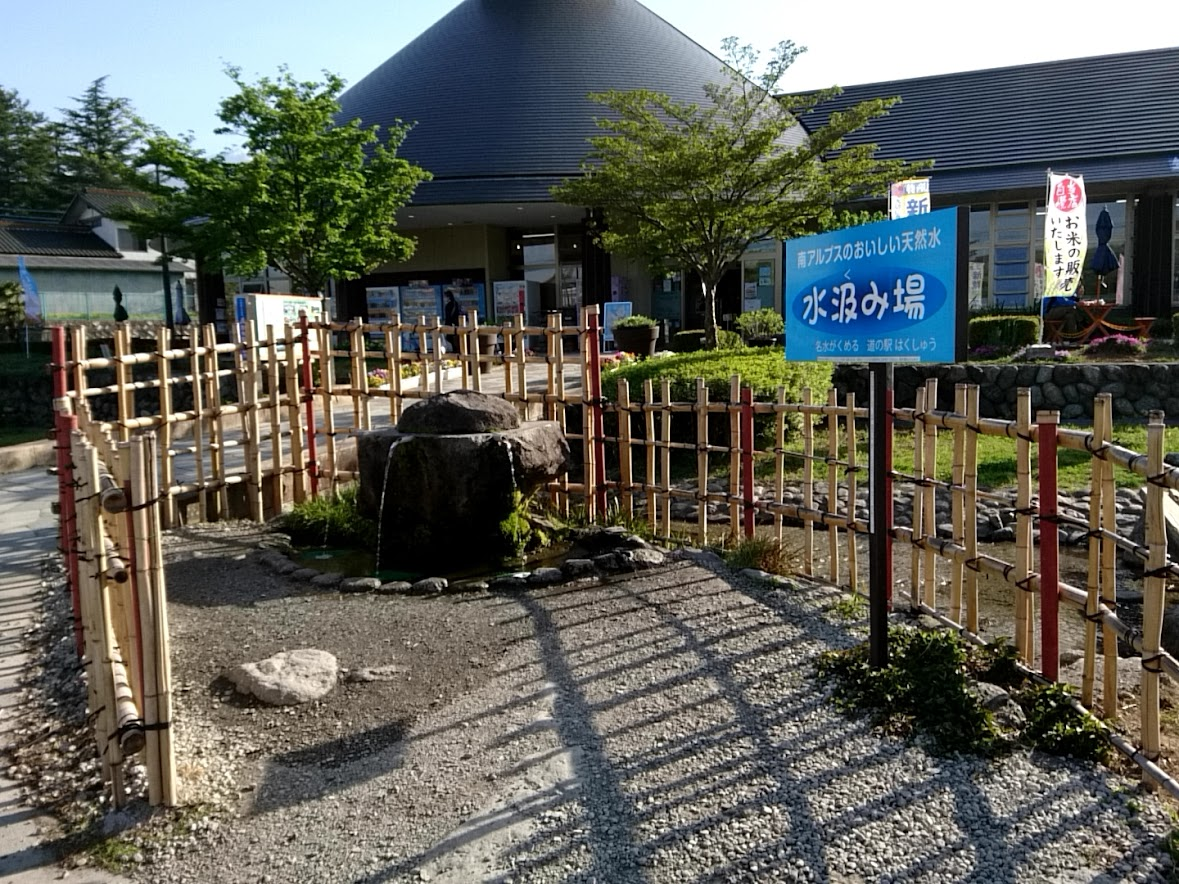
水汲み場（2023年4月）
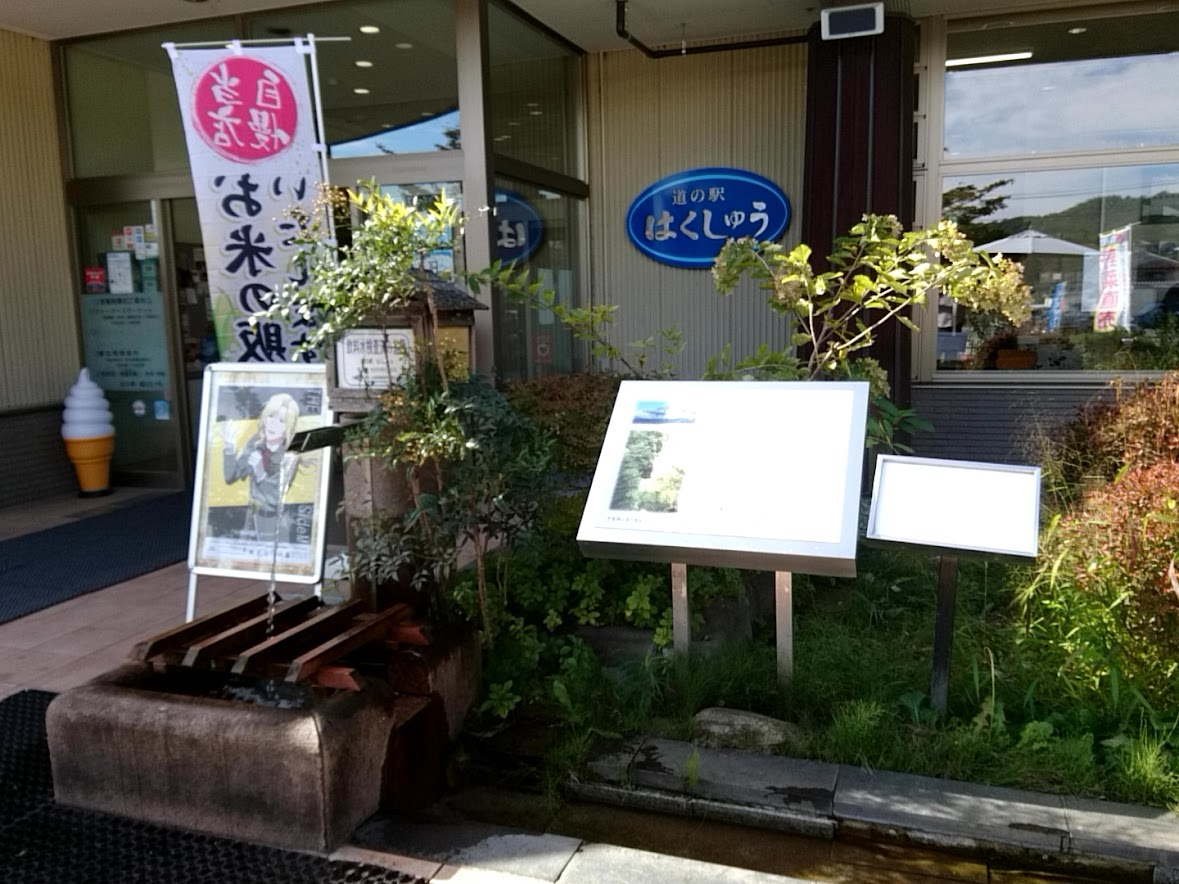
水汲み場（2023年10月）
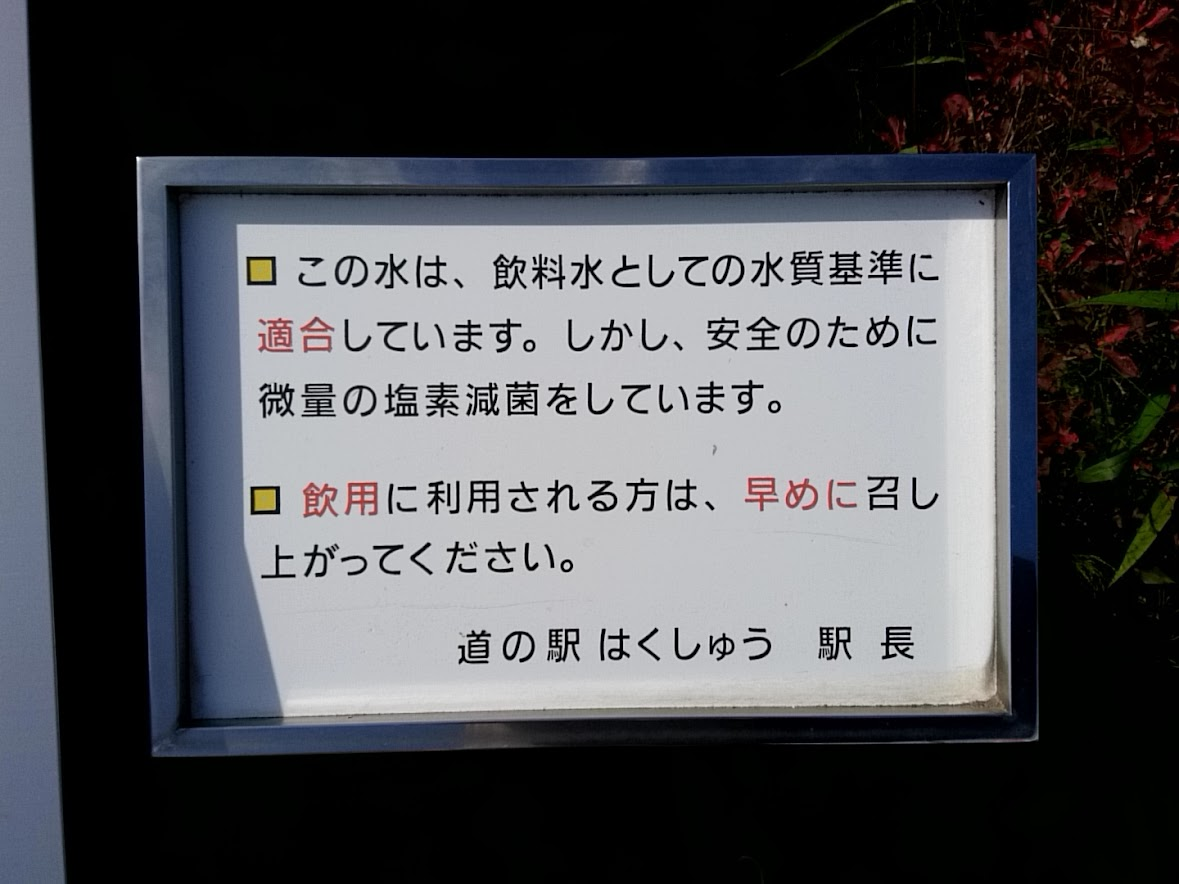
水汲み場の注意書き（2023年10月）
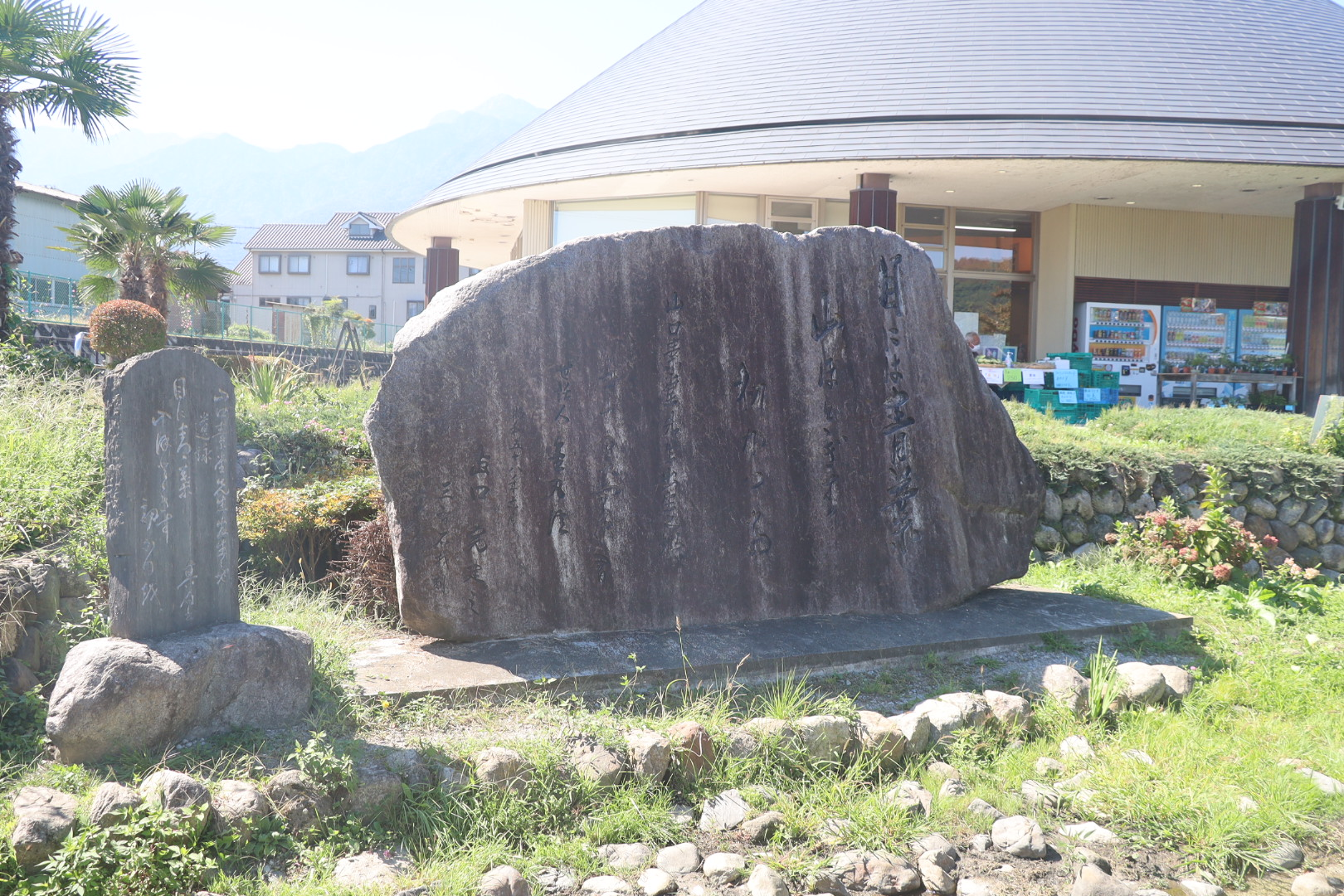
山口素堂の句碑 目には青葉　山ほととぎす　初かつお

## 休館日
- 毎週水曜日（12月 - 3月）
- 12月31日 - 1月3日

## 周辺
- 尾白川
- F白州太陽光発電所
- 中山峠
- 山梨県道606号台ヶ原長坂線
- 山梨県道614号駒ヶ岳公園線
- 白州蒸溜所
- 台ヶ原郵便局
- 北杜市民バス「道の駅はくしゅう」・「道の駅はくしゅう南」バス停
- 山梨交通「道の駅はくしゅう」バス停